# Sphaerosyllis bilineata
Sphaerosyllis bilineata är en ringmaskart som beskrevs av Kudenov, Harris in Blake, Hilbig och Scott 1995. Sphaerosyllis bilineata ingår i släktet Sphaerosyllis och familjen Syllidae. Inga underarter finns listade i Catalogue of Life.